# 卵盘鹤虱
卵盘鹤虱（学名：Lappula redowskii）为紫草科鹤虱属的植物。分布于蒙古、俄罗斯以及中国大陆的西藏、东北、西北、四川、华北等地，生长于海拔800米至4,300米的地区，一般生长在荒地、草原、田间、沙地及干旱山坡，目前尚未由人工引种栽培。

## 别名
中间鹤虱（中国高等植物图鉴）、蒙古鹤虱（东北植物检索表）

## 异名
- Lappula redowskii auct. non (Horn.) Greene